# Maurice Le Roux
Maurice Le Roux (ur. 6 lutego 1923 w Paryżu, zm. 19 października 1992 w Awinionie) – francuski kompozytor i dyrygent.

## Życiorys
W latach 1944–1952 studiował w Konserwatorium Paryskim, gdzie jego nauczycielami byli Isidor Philipp i Yves Nat (fortepian), Louis Fourestier (dyrygentura) i Olivier Messiaen (analiza muzyczna), uczęszczał też na prywatny kurs dodekafonii u Renégo Leibowitza. Od 1951 roku współpracownik francuskiego radia i telewizji, w latach 1960–1968 był dyrygentem Orchestre National de la RTF. Od 1969 do 1973 roku był doradcą muzycznym Opéra de Paris. W latach 1973–1988 pełnił funkcję generalnego inspektora muzyki we francuskim Ministerstwie Kultury.
Odznaczony został Orderem Sztuki i Literatury w stopniu kawalera (1966) oraz orderem Legii Honorowej w stopniu oficera (1987).

## Twórczość
Jako jeden z pierwszych kompozytorów francuskich stosował w swoich utworach technikę serialną. Wśród jego kompozycji znajdują się utwory na orkiestrę Le cercle des métamorphoses (1953) i Un Koan (1973), Sonata fortepianowa (1946), balety Le Petit Prince (1949) i Sables (1956).
Był propagatorem muzyki współczesnej, od 1968 roku prowadził we francuskiej telewizji program muzyczny Arcana. Dokonał pierwszego nagrania płytowego Turangalîla-Symphonie Oliviera Messiaena, nagrał też pierwszą płytę z kompozycjami Iannisa Xenakisa. Był autorem prac Introduction à la musique contemporaine (1947), Monteverdi (1947), La Musique (1979) i Boris Godounov (1980).